# Edgars Berķis
Edgars Berķis (* 25. Januar 1996) ist ein lettischer Leichtathlet, der sich auf das Kugelstoßen spezialisiert hat.

## Sportliche Laufbahn
Erste internationale Erfahrungen sammelte Edgars Berķis im Jahr 2015, als er bei den Junioreneuropameisterschaften in Eskilstuna mit einer Weite von 15,96 m mit der 6-kg-Kugel in der Qualifikationsrunde ausschied. 2023 gelangte er bei der 2. Liga der Team-Europameisterschaft im Rahmen der Europaspiele in Chorzów mit 16,50 m auf den zwölften Platz.
In den Jahren 2019 und 2022 wurde Berķis lettischer Meister im Kugelstoßen im Freien sowie 2019 und 2024 in der Halle.